# 거차항
거차항은 전라남도 순천시 별량면 마산리에 있는 어항이다. 2005년 1월 19일 어촌정주어항으로 지정하여 관리하고 있다. 시설관리자는 순천시장이다.

## 어항 연혁
종전에 거차(車次)라 썼는데 후대에 거차(巨次)로 바뀌었다고 하며 처음 '巨車乙浦' 즉 거찰개로 불렀을 가능성이 크며 이를 줄여 거차가 되었다. 바위 모습이 거칠게 생긴 포구마을이라 거츨개, 거찰개로 불렀을 것으로 추정된다. 변화 과정을 보면 거칠게 생긴 포구마을, 거츨개, 거찰개, 클거(巨승)+다음차(車) 거차로 변화된 것으로 보인다.

## 어항 구역
- 수역: 선착장 기점에서 NNE측 방향으로 70m이동, 해안선과 접한 지점에서SSE측 방향으로 470m이동, 그 즉각인 WSW측 방향으로 130m이동, 그 직각인 NNW측 방향으로 380m지점 해안선과 접한 선내 구역(52,194m2)[1]

## 어항 시설
- 물량장 286m

## 기본 계획
- 물량장 150m

## 정비 계획
- 물량장 150m

## 주요 어종
- 문절망둥어, 숭어, 짱뚱어, 낙지, 게, 맛조개